# Старослов'янська мова
Старослов'я́нська мо́ва (староцерковнослов'янська, давньоболгарська, старомакедонська) — перша слов'янська літературна та літургійна мова. Історики приписують візантійським місіонерам IX століття святим Кирилу та Мефодію стандартизацію цієї мови та використання її для перекладу Біблії та інших давньогрецьких церковних текстів з койне в рамках християнізації слов'ян. Вважається, що вона була заснована головним чином на діалекті візантійських слов'ян (склавин) IX століття, які жили навколо міста Тессалоніки (на території сучасної Греції).
Староцерковнослов'янська мова відіграла важливу роль в історії слов'янських мов і послугувала основою і моделлю для пізніших церковнослов'янських традицій, і деякі східні православні та східні католицькі церкви використовують цю пізнішу церковнослов'янську мову як літургійну мову донині.
Як найдавніша засвідчена слов'янська мова, старослов'янська мова надає важливі докази особливостей праслов'янської мови, реконструйованого спільного предка всіх слов'янських мов. Не слід плутати старослов'янську з праслов'янською чи давньоруською, які є гіпотетичними розмовними мовами без чіткого писемного стандарту. Так само не варто вважати тотожними поняття старослов'янська і церковнослов'янська, адже остання є пізнішим етапом розвитку старо(церковно)слов'янської мови. Російська православна церква поширює міт про те, що старослов'янська мова, яку створив Кирило і Методій, нібито є в церковному вжитку РПЦ та її структурах.

## Походження
- Праіндоєвропейська мова
  -  Прабалтослов'янська мова
    -  Праслов'янська мова
      -  Староцерковнослов'янська (староболгарська) мова

## Назва
Назва староцерковнослов'янської мови в старослов’янських текстах була просто слов’янська (словѣ́ньскъ ѩꙁꙑ́къ, slověnĭskŭ językŭ), похідна від слова для слов’ян (словѣ́нє, slověne), самоназви укладачів текстів. Ця назва збереглася в сучасних рідних назвах словацької та словенської мов. Мову іноді називають старослов'янською, яку можна сплутати з окремою праслов'янською мовою. Різні напрямки слов'янських націоналістів намагалися «привласнити» староцерковнослов'янську мову, тому її також по-різному називали старохорватською, старосербською, або навіть старословацькою, старословенською. Наприклад, загальноприйнятими термінами в сучасній англійськомовній славістиці є Old Church Slavonic і Old Church Slavic[джерело?].
Термін давньоболгарська мова (болг. старобългарски, нім. Altbulgarisch) — єдине позначення, яке використовують болгаромовні джерела. Цей термін використовувався в численних джерелах XIX століття, наприклад, Августом Шлейхером, Мартіном Гатталою, Леопольдом Ґайтлером і Авґустом Лескіном, які відзначили подібність між першими літературними слов'янськими творами та сучасною болгарською мовою. З подібних причин російський лінгвіст Олександр Востоков використав термін слов’яно-болгарська мова. Цей термін все ще вживається деякими російськими авторами, але зараз його зазвичай уникають на користь старослов'янської мови.
Термін старомакедонська мова іноді вживається західними вченими в регіональному контексті.
Застарілий термін давньословенська мова використовувався вченими початку XIX століття, які припустили, що ця мова базується на діалекті Паннонії.
В українській термінології вживають різні назви для цієї мови: давньоболгарська, староболгарська, старослов'янська, церковнослов'янська, староцерковнослов'янська мова. Утім, два перші терміни вживають нечасто. Терміни староцерковнослов'янська й церковнослов'янська не рівнозначні, їх уживають поряд як два щаблі історичного розвитку мови, при чому уточнюють, про церковнослов'янську мову якої саме редакції ідеться.
Ось як називають староцерковнослов'янську деякими (державними) слов'янськими мовами:
- Українська: (давньо-/старо)старослов'янська мова
- Білоруська: стараславянская мова, старослов'янська
- Болгарська: старобългарски, староболгарська
- Боснійська: staro(crkveno)slavenski, старо(церковно)слов'янська
- Македонська: старо(црковно)словенски, старо(церковно)слов'янська
- Польська: staro-cerkiewno-słowiański, староцерковнослов'янська
- Російська: старославянский язык, старослов'янська
- Сербська: старо(црквено)словенски, старо(церковно)слов'янська
- Словацька: (staro)slovienčina, (старо)слов'янська
- Словенська: stara cerkvena slovanščina, староцерковнослов'янська
- Хорватська: staro(crkveno)slavenski, старо(церковно)слов'янська
- Чеська: staroslověnština, старослов'янська

Для порівняння:
- Латинська: lingua Slavonica antiqua старослов'янська
- Англійська: old Church Slavonic староцерковнослов'янська
- Німецька: altkirchenslawische Sprache староцерковнослов'янська
- Французька: vieux slave старослов'янська
- Грецька: αρχαία εκκλησιαστική σλαβονική γλώσσα староцерковнослов'янська

## Історія
Початки мови сягають 863 року, коли моравський князь Ростислав звернувся до візантійського імператора Михайла III з проханням вислати йому місіонерів для виховання в Моравії місцевого духівництва. Вибір упав на братів Костянтина (у чернецтві Кирила) і Мефодія. Родом із Салонік, ці грецькі діячі досконало володіли слов'янською мовою в місцевому македонському варіанті. Костянтин створив окрему абетку, якою б міг послуговуватися для місіонерської праці — опісля названу глаголицею — і вже прибувши до Великоморавії, заходився перекладати нею богослужбові тексти.
В основу цієї новоствореної в процесі перекладу літературної мови лягла найкраще відома Костянтину македонська говірка, і Костянтин, у міру свого знання її та бажаючи стати зрозумілим місцевому населенню, послідовно вводив у неї моравські елементи. А вже по смерті Костянтина, в 869 році мовну й місіонерську діяльність продовжував Мефодій.
По смерті Методія, 885 року католицький єпископ Моравії Віхінґ почав гоніння на його учнів. Наума, Климента, Саву й Ангеларія було ув'язнено. Після звільнення послідовники й учні святих братів опинилися на вигнанні в Македонії та Болгарії, на терені яких зокрема відзначилися святий Климент († 916) і святий Наум († 910), котрі надалі плекали церковнослов'янську мову. Зовсім природно, що моравські елементи мови тут у новому оточенні не були потрібні: більшість їх усунено і на місце моравської прийшла македонська редакція староцерковнослов'янської мови. У Болгарії, яка знаходилася під потужним візантійським упливом, глаголиця на письмі й моравські її елементи вважалися особливо небажаними.
Уже за царювання Симеона, імовірно близько 893 року, створено нову абетку, кирилицю, подібну грецькій, проте з елементами глаголиці, а в мові усунено моравських елементів і додано натомість болгарських. Так і постала третя, болгарська редакція («ізвод») староцерковнослов'янської мови.
До речі, існували ще й сербська, хорватська, руська і, коротко, чеська редакції староцерковнослов'янської мови.

## Графіка
Спочатку старослов'янська була написана глаголицею, але пізніше глаголиця була замінена кирилицею, яка була розроблена в Першому Болгарському царстві за указом Бориса I Болгарського в IX столітті. Приблизно дві третини староцерковнослов’янської літератури написані глаголицею. Сюди ж наводять такі аргументи, як наявність окремих глаголичних букв, слів або рядків, які зустрічаються всередині текстів, написаних кирилицею. Глаголиця замінила кирилицю лише на невеликій території вздовж Кварнерської затоки в Хорватії та в окремих областях Чехії. В окремих місцевостях Хорватії глаголиця збереглася в Богослужбових книгах до другої половини XX століття, а в деяких церквах Заґреба оголошення про майбутні відправи для парафіян писалися нею. Деякі хорватські монахи досі вміють читати й писати глаголицею, користуючись нею у своєму середовищі щодня; є такі люди і в Україні — користуються глаголицею декілька монахів у чоловічому монастирі села Колодіївка Скалатської міської громади.
Місцевий боснійський кириличний алфавіт, відомий як босанчиця, зберігся в Боснії та частині Хорватії, тоді як варіант кутастої глаголиці зберігся в Хорватії. Див. ранній кириличний алфавіт, щоб отримати детальний опис письма та інформацію про звуки, які він спочатку виражав.

## Редакції
Датою створення слов'янської абетки вважають 863 рік, коли брати Кирило й Методій прибули в Моравію. За деякими даними на той час вони вже мали готові книги слов'янською мовою. Фактично графіку й правопис було створено десь на початку 860-х років. IX—XI століття — період розквіту й поширення староцерковнослов'янської мови в усіх сферах культури слов'янських народів. Інтенсивний розвиток державности в слов'ян уплинув на їхню мовну диференціацію. Ці нові відмінності вливались у тексти староцерковнослов'янською мовою завдяки мимовільним помилкам переписувачів книг, через що вже з XII століття можна виділити чітку різницю у вимові певних звуків і вживанні певних словоформ на різних слов'янських землях. Такі варіанти церковнослов'янської мови називають редакціями (ізводами).
Виділяють такі редакції церковнослов'янської мови:
Ізводи давнього періоду створення (до XIV століття):
- Моравсько-чеський
- Хорватський
- Болгарсько-македонський
- Сербський
- Східнослов'янский

Ізводи середнього періоду створення (XIV—XV століття):
- Болгарський
- Сербський
- Московський
- Українсько-білоруський

Ізводи пізнього періоду створення (XVI—XVIII століття):
- Синодальний

До нашого часу збереглося мало текстів Староцерковнослов'янською мовою. Не рахуючи дрібних фрагментів, моравську редакцію репрезентують так звані «Київські листки»; македонську редакцію — Зоґрафське, Ассеманієве й Маріанське євангелія (останнє з елементами сербської редакції), Синайський молитовник і Кльоців збірник казань; Фрейзінґенські уривки представляють словенську редакцію; у болгарській редакції збереглися Савина Книга (євангеліє), Супрасльський збірник житій святих і ін. та Енінський Апостол. Усі ці тексти написані в XI столітті, — тільки «Київські Листки», можливо, наприкінці X століття.

### Відмінності між різними мовами
Староцерковнослов'янську не слід плутати із сучасною церковнослов'янською, а також з іншими стародавніми слов'янськими мовами — давньоруською (давньоукраїнською) і праслов'янською.
На відміну від східнослов'янського діалектного континууму, старослов'янська заснована на південнослов'янських ідіомах. У лексиці розбіжності проявляються не так сильно, що пов'язане не тільки з їхньою генетичною спорідненістю, але й упливом старослов'янської книжної та церковної мови на живі східнослов'янські говори. Відмінності між ними проявляються здебільшого у фонетиці й відповідають основним фонологічним розбіжностям південнослов'янських і східнослов'янських мов:
- Старослов'янському неповноголоссю відповідає давньоруське повноголосся;
- Старослов'янському сполученню -шт- відповідає давньоруське -ч- — це пов'язано з різними рефлексами *-tj;
- Старослов'янському сполученню -жд- відповідає давньоруське -ж- — це пов'язано з різними рефлексами *-dj;
- Старослов'янським сполученням плавних зі знаками для редукованих ь, ъ (які передавали складотворчі плавні) відповідають давньоруські сполучення звичайних плавних із попередніми редукованими ьл, ъл, ьр, ър.

На відміну від сучасної церковнослов'янської мови, з її упорядкованою граматикою і правописом, старослов'янська не являла собою чітко закріпленої та стабільної системи, бо протягом століть її існування вона зазнавала різноманітних фонетичних, граматичних і лексичних змін, пов'язаних як із дією аналогії, так і з упливом живих слов'янських мов. Граматичні форми й правила правопису можуть значно різнитися в різних пам'ятках: залежно від ізводу й періоду написання.
Ранні пам'ятки старослов'янської мови досить точно відбивають особливості пізньої праслов'янської мови, але слід мати на увазі, що в IX ст. (яким датують початок старослов'янської), різні слов'янські діалекти відрізнялися досить значно, а ці ранні записи відбивають лише риси південнослов'янського діалектного ареалу.
Приклади відмінностей
| Староцерковнослов'янська мова | Сучасна церковнослов'янська мова | Давньоруська мова (реконструкція) | Праслов'янська мова (реконструкція) |
| ----------------------------- | -------------------------------- | --------------------------------- | ----------------------------------- |
| бьрашно                       | брашно                           | борошьно                          | *boršьno                            |
| бѣжати, бѣшть                 | бѣжати, бѣщь                     | бѣчи                              | *běžati, *běgati                    |
| вѩште                         | вѧщше                            | вяче                              | *vęti̯e                              |
| дъждь                         | дожгь                            | *дъжджь                           | *dъždžь                             |
| камы, камык                   | камень                           | камы                              | *kāmŏn                              |
| ношть                         | нощь                             | ночь                              | *noktĭ                              |
| пламы                         | плама                            | поломѧ                            | *polmen                             |
| равьнъ                        | равънъ                           | ровьнъ                            | *оrvьnъ                             |
| свѣшта                        | свѣща                            | свѣча                             | *světi̯а                             |
| слъньце                       | солнце                           | сълньце                           | *sъl̥nьсе < *sъl̥nь                   |
| сѣшти                         | сѣщь                             | сѣчи                              | *sěkti                              |
| іадь, іасти                   | ѧдь, ѧсти                        | ѣда, ѣсти                         | *ěsti                               |
| іахати                        | ѧхати                            | ѣхати                             | *ěxati                              |

## Автори
Історія старослов'янської писемності включає північну традицію, започатковану місією у Великій Моравії, включаючи коротку місію в Нижній Паннонії, і болгарську традицію, започатковану деякими місіонерами, які переїхали до Болгарії після вигнання з Великої Моравії.
Перші старослов'янські твори, переклади християнських літургійних і біблійних текстів, були створені візантійськими місіонерами святими Кирилом і Методієм, переважно під час їхньої місії у Великій Моравії.
Найважливішими авторами старослов'янської мови після смерти Методія та розпуску Великоморавської академії були Климент Охридський (активний також у Великій Моравії), Костянтин Преславський, Чорноризець Храбр та Іван Екзарх, усі вони працювали в Першому Болгарському царстві наприкінці IX — на початку X ст. Друга Слов'янська книга Еноха збереглася лише староцерковнослов'янською мовою, хоча оригінал, безперечно, був грецьким або навіть єврейським чи арамейським.

## Найважливіші пам'ятки
Найдавнішими зразками глаголичного й кириличного письма є написи на стінах Симеонівської церкви в Преславі (893—927) і Підпис Григорія (на грецькій грамоті 982 року).

### Глаголиця
- Київські листки або Київський місал (X ст.), імовірно моравської редакції, збереглося 7 листків
- Зографське Євангеліє (X—XI ст.), 304 сторінки
- Маріїнське Євангеліє (XI ст.), 173 сторінки, очевидно написано в Македонії
- Ассеманієве Євангеліє або Ватиканське Євангеліє (XI ст.), 158 сторінок, апракос
- Збірник Клоца (XI ст.), 14 аркушів
- Синайський псалтир (кін. IX ст.), 177 сторінок
- Синайський требник (XI ст.), 19 аркушів, написано в Македонії
- Рильські листки (XI ст.), 11 аркушів, написано в Східній Болгарії
- Охридські листки (XI—XII ст.), 2 аркуші,
- Боянське Євангеліє (кін. XI ст. — глаголиця, поч. XIII ст. — кирилиця), 42 аркуші
- Зографський палімпсест (кін. XI ст. — глаголиця, XII ст. — кирилиця), 32 сторінки
- Віденські листки місалу (також Іршковичів уривок) (кін. XII — поч. XIII ст.)
- Фраґмент про 40 мучеників, хорватська редакція
- Празькі уривки (XI—XII ст.), моравська редакція, 2 аркуші

### Кирилиця
- Остромирове Євангеліє (1056—1057), 294 сторінки, написано в Києві[23]
- Савина книга (XI ст.), 129 сторінок, апракос
- Супрасльський літопис (XI ст.), 285 аркушів[24]
- Єнинський апостол (XI ст.), 39 аркушів, болгарська редакція
- Хіландарські листки (XI ст.)
- Листки Ундольського (XI ст.)
- Македонський листок
- Листки Лаврова (Зографські) (XI ст.)
- Слуцький псалтир (XI ст.), 5 аркушів
- Реймське Євангеліє (XI ст.)[25]
- Купріянівські листки (XI ст.), 2 аркуші
- Фрейзінґенські (Мюнхенські) уривки (X—XI ст.), 9 сторінок
- Новгородський кодекс (1015 рік ± 35 років)

## Церковнослов'янська мова української редакції

### Статус мови
Староцерковнослов'янська мова ніколи не була розмовною мовою. Це була надплемінна й наднаціональна мова, призначена для церковних і суміжних жанрів. З хрещенням України (Руси) Староцерковнослов'янська мова була прийнята як церковна й літературна мова. Тексти всіх основних редакцій були відомі й копійовані в Україні: наприклад, моравська (або чеська) представлена Бесідами на євангелію Григорія В., сербська — Реймським євангелієм, але в основному Україна (як і Білорусь і Росія) сприйняла болгарську редакцію.

### Виявлення особливостей
Спершу намагалися тексти цього типу просто копіювати, але згодом, поступово до них унесено низку місцевих рис: найраніше й найпослідовніше закінчення 3-ї особи дієслів на -ть (порівн. церковнослов. -тъ) і закінчення орудного відмінка однини іменників чоловічого й середнього роду -ъмь і -ьмь (порівн. церковнослов. -омь і -емь), невживання носових голосних (юсів), заміна сполуки дж (з праслов. *dj) на ж. Інших місцевих рис дотримувалися менш послідовно, а деякі з паралельних варіантів могли набирати стилістичних відтінків. До таких місцевих рис належали написання типу вьрхъ 'верх' (порівн. церковнослов. врьхъ); повноголосся; вживання ч замість щ (з праслов. *tj); вживання ѣ, а не церковнослов'янського «малого юса» в закінченнях родового відмінка однини іменників жіночого роду м'якої відміни (як також називного-знахідного множини іменників жіночого роду і знахідного множини іменників чоловічого роду м'якої відміни: землѣ, конѣ — церковнослов. земля, коня; двоскладові закінчення в прикметниковій відміні замість церковнослов. трискладових (нового замість новаего); особливості синтаксиса й лексики. Так на основі болгарської редакції церковнослов'янської мови в процесі її часткового пристосування постала найдавніша літературна мова України (що з певними модифікаціями була також літературною мовою всієї Руси), яка використовувалася також в оригінальних творах місцевого походження (наприклад, «Слово о законі і благодаті» митрополита Іларіона).

### Пам'ятки української редакції. Автори
Оригінальна література
- Слово про закон і благодать (митрополит Іларіон)
- Повчання для монашої братії (Феодосій (Теодосій) Печерський)
- Про віру латинську (Феодосій (Теодосій) Печерський)
- Повість минулих літ (Нестор Літописець)
- Житіє Феодося Печерського (Нестор Літописець)
- Повчання Володимира Мономаха (Володимир Мономах)
- Послання (Клим Смолятич)
- Слово в нову неділю по Пасці (Кирило Турівський)
- Житіє і ходіння Даниїла, Руської землі ігумена (Данило Паломник)
- Києво-Печерський патерик
- Слово Данила Заточника або Моління Данила Заточника